# Augusto Delacroix
Augusto Delacroix war ein uruguayischer Fußballspieler.

## Karriere
Delacroix gehörte von 1917 bis 1921 und erneut 1927 dem Kader Peñarols in der Primera División an. In dieser Phase wurden die Aurinegros in den Jahren 1918 und 1921 jeweils Uruguayischer Meister. Sein Verein gewann in jenem Zeitraum zahlreiche weitere Trophäen. Dazu gehörten unter anderem der Triumph bei der Copa Albion in den Jahren 1917 und 1921, sowie die Copa de Honor und die Copa de Honor Internacional jeweils im Jahre 1918. Auch die Copa Montevideo und die Copa Tortoni jeweils 1918, die Copa Baltasar Brum 1921 und im Jahr 1927 die Copa Cristal de Roca, Copa Eintracht, Copa Papel Job, Copa Stars, Copa Ministerio de Salud Pública und die Copa Ricardo Pittaluga entschied man zu eigenen Gunsten.
Im Jahr 1916 ist zudem ein Alberto Delacroix als Kadermitglied der Aurinegros verzeichnet. Möglicherweise handelt es sich dabei schlicht um einen Schreibfehler und nicht einen anderen Spieler gleichen Nachnamens.

## Erfolge (Auswahl)
- Uruguayischer Meister (1918, 1921)
- Copa de Honor (1918)
- Copa de Honor Cousenier (1918)
- Copa Albion (1917, 1921)